# Panorpa nokoensis
Panorpa nokoensis är en näbbsländeart som beskrevs av Syuti Issiki 1929. Panorpa nokoensis ingår i släktet Panorpa och familjen skorpionsländor. Inga underarter finns listade i Catalogue of Life.